# 神谷けいこ
神谷 けいこ（かみたに けいこ、本名：神谷 桂子、2月13日 - ）は、日本の女優、声優。大阪府寝屋川市出身。血液型はO型。過去にはリコモーション大阪、アンクルに所属していた。所属事務所はJプロダクション（2007年より）。身長153cm。

## 来歴
学生時代に劇団☆新感線に参加し、「髑髏城の七人」「銀河一発伝説 ゴローにおまかせ」などの作品に出演。その後は関西のテレビなどを中心に女優・タレントとして活躍。声優として出演したゲーム「サムライスピリッツ」（侍魂～アスラ斬魔伝、甦りし蒼紅の刃、ナコルル～あのひとからのおくりもの～）ではリムルル役を演じ、ナコルル役の生駒治美とラジオ番組「ねおちゅぴ」で共演していた。趣味は料理、釣り。

## 主な出演作品
※太字はメインキャラクター。

### テレビドラマ
- 土曜ドラマ（NHK）
  - 愛が聞こえます（1993年） - 桃代
- 連続テレビ小説（NHK）
  - 「ええにょぼ」（1993年）
  - 「春よ、来い」（1994年）
  - 「ほんまもん」（2001年）
- 十時半睡事件帖 第18話「犬を飼う武士」（1994年、NHK） - ふじ
- 月曜特集特別企画「古都」（1994年5月30日、テレビ東京）
- 野々山家の人々（1994年、TBS）
- 月曜ドラマスペシャル「金田一耕助の傑作推理シリーズ 悪魔の唇」（1994年8月22日、TBS） - 古川ナツ子
- 青空にちんどん（1994年、NHK）
- 三都結婚物語（1995年、KTV）
- 妊娠ですよ2（1995年、関西テレビ）
- 月の船（1996年、NHK）
- 火曜サスペンス劇場（NTV）
  - 「警視庁鑑識班2」（1996年12月3日） - 中山沙織
  - 「警視庁鑑識班11」（2001年1月9日）
  - 「警視庁鑑識班13」（2002年1月8日）
- 御家人斬九郎 第3シリーズ・3話（1997年、CX）
- NHK大河ドラマ「徳川慶喜」 第21話（1998年、NHK） - しの
- 世界で一番パパが好き 第11話（1998年、CX）
- 金曜エンタテイメント「女たちの旅立ち漫遊記 京都慕情編」（2004年、CX）
- 新・部長刑事 アーバンポリス24（2000年、ABC）
- 盤嶽の一生 第6話「 流れ者」（2002年、CX）-女中

### その他のテレビ番組
- おはなしのくに

### ラジオ
- NHK FMシアター
  - 『虫歯とタクシー、その他の不幸』（1997年）
  - 『鉄の輪』（1997年）
  - 『タイガーにしなさい!』（1997年）
- 青春アドベンチャー
  - 『笑う世紀末探偵』（1999年）
- ねおちゅぴ

### 舞台
- 髑髏城の七人
- 銀河一発伝説 ゴローにおまかせ
- 八神 庵LIVE!-ALONE- - カオリ・F・レイニー

### 映画
- 京都映画塾卒業制作「遥か…」
- ひとさしゆび（1996年、石田章監督、あきる野映画祭グランプリ・観客審査員賞、ひろしま映像展入賞）

### テレビCM
- JR東日本
- 雪印

### ラジオCM
- NTTDoCoMo関西
- ロート製薬
- 住友生命
- パナソニック
- イシダ

### ゲーム
- サムライスピリッツ（侍魂～アスラ斬魔伝、甦りし蒼紅の刃、ナコルル～あのひとからのおくりもの～）（リムルル）
- ザ・キング・オブ・ファイターズ'98（タケシ）

### OVA
- SAMURAI SPIRITS 2 〜アスラ斬魔伝〜（リムルル）
- ナコルル 〜あのひとからのおくりもの〜 郷里之畏友編（リムルル）

## 雑誌
- 月刊ネオジオフリーク
- Play Station Magazine